# Кукі (какаду)
Кукі (англ. Cookie; 30 червня 1933 — 27 серпня 2016) — самець какаду-інка, що проживав у зоопарку Брукфілда, недалеко від Чикаго (штат Іллінойс), США. Прожив у неволі 83 роки, встановивши рекорд у Книзі рекордів Гіннеса довголіття для свого виду.
Кукі був найстарішим мешканцем Брукфілдського зоопарку. Входив у найперший «колектив» зоопарку, коли 1934 року той тільки-но відкрився. Вік Кукі на той момент складав приблизно один рік.
У 2007 році стан Кукі погіршився, йому були прописані постійні ліки та харчові добавки для лікування остеоартриту та остеопорозу — медичних проблем, які часто зустрічаються у старіючих тварин та людей.
Адміністрація зоопарку прибрала Кукі з виставок у 2009 році, щоб зберегти його здоров'я. Співробітники помітили, що після цього його апетит, поведінка та загальний стан помітно покращились. Зрідка він з'являвся на спеціальних заходах. Кукі помер 27 серпня 2016 року у віці 83 років. Меморіал його пам'яті у рідному зоопарку було відкрито у вересні 2017 року.
Кукі значно перевищив середню тривалість життя свого виду. Він був одним з найбільш довгоживучих птахів в історії і був визнаний Книгою рекордів Гіннесса найстарішим живим папугою у світі. Вважається, що тривалість життя виду какаду, до якого належав Кукі, у неволі становить у середньому 40-60 років.